# Министерство трудовых ресурсов и эмиграции Египта
Министерство трудовых ресурсов и эмиграции (Египет) отвечает за рабочую силу и эмиграцию в Египте. Штаб-квартира находится в Каире.  Ахмед Хасан Эль-Бораи является нынешним министром.